# Ана Хендерсон
Ана Хендерсон (енгл. Anna Henderson; Хемел Хемпстед, 14. новембар 1998) је британска бициклисткиња.

## Биографија
Рођена је 14. новембра 1998. у Хемел Хемпстеду, одрастала је у Бакингемширу. Похађала је средњу школу Ејлсбери и тада јој је жеља била да освоји олимпијску медаљу на Зимским олимпијским играма. Након неуспеха у међународном скијању, променила је интересовање у бициклизам. Одлуку је донела када је имала петнаест година, када је поломила ногу и бициклизам јој је преписан као средство за опоравак.
Учествовала је на Светском друмском првенству UCI 2018, а следеће године је освојила бронзану медаљу тимско. Године 2018. је освојила Британско национално првенство. Септембра 2023. је освојила сребрну медаљу на Европском првенству појединачно и била је осма у друмском бициклизму. Освојила је сребрну медаљу на Летњим олимпијским играма 2024. појединачно.